# Erto e Casso
Erto e Casso – miejscowość i gmina we Włoszech, w regionie Friuli-Wenecja Julijska, w prowincji Pordenone.
Według danych na rok 2004 gminę zamieszkiwały 424 osoby, 8,2 os./km².